# Quinto Fabio Labeón
Quinto Fabio Labeón (en latín, Quintus Fabius Q. f. Labeo) fue un magistrado romano. 

## Carrera política
Fue cuestor urbano en el año 196 a. C. y junto con su colega Lucio Aurelio impuso a los augures y sacerdotes el pago de un tributo, al que hacía años que se resistían, e incluso los obligaron a pagar los tributos atrasados.
En el 189 a. C. fue elegido pretor y se le dio el mando de la flota; con esta zarpó de Éfeso a Creta, donde se informó de que había muchos ciudadanos romanos como esclavos. Nadie, excepto los habitantes de Gortynii, atendió a sus exigencias de que debían ser liberados, pero de ellos liberó un número considerable (4000 según Valerio Antias), que le proporcionó un pretexto para pedir un triunfo. También envió tres barcos a Macedonia para exigir la retirada de las guarniciones de Antíoco de Enos y Maronia; según un tratado hecho entre el rey de Siria y Cneo Manlio Vulsón hacía poco, se dirigió también a Patara (Licia) para destruir a las naves del rey que estaban allí; después ocupó Telmissos y finalmente llevó a la flota de regreso a Italia. Pidió y obtuvo los honores del triunfo, a pesar de la oposición de los tribunos de la plebe.
En 185 a. C. fue candidato al consulado, pero Apio Claudio Pulcro logró que su hermano Publio fuera elegido en su lugar. Era la segunda vez que optaba a esta magistratura.
Al año siguiente (184 a. C. fue nombrado como uno de los triunviros para fundar colonias en Potentia y Pisaurum.
Finalmente en el año 183 a. C. fue nombrado cónsul con Marco Claudio Marcelo; los dos cónsules recibieron la provincia de Liguria.
En el año 180 a. C. fue nombrado pontífice.